# Doberschütz (Neschwitz)

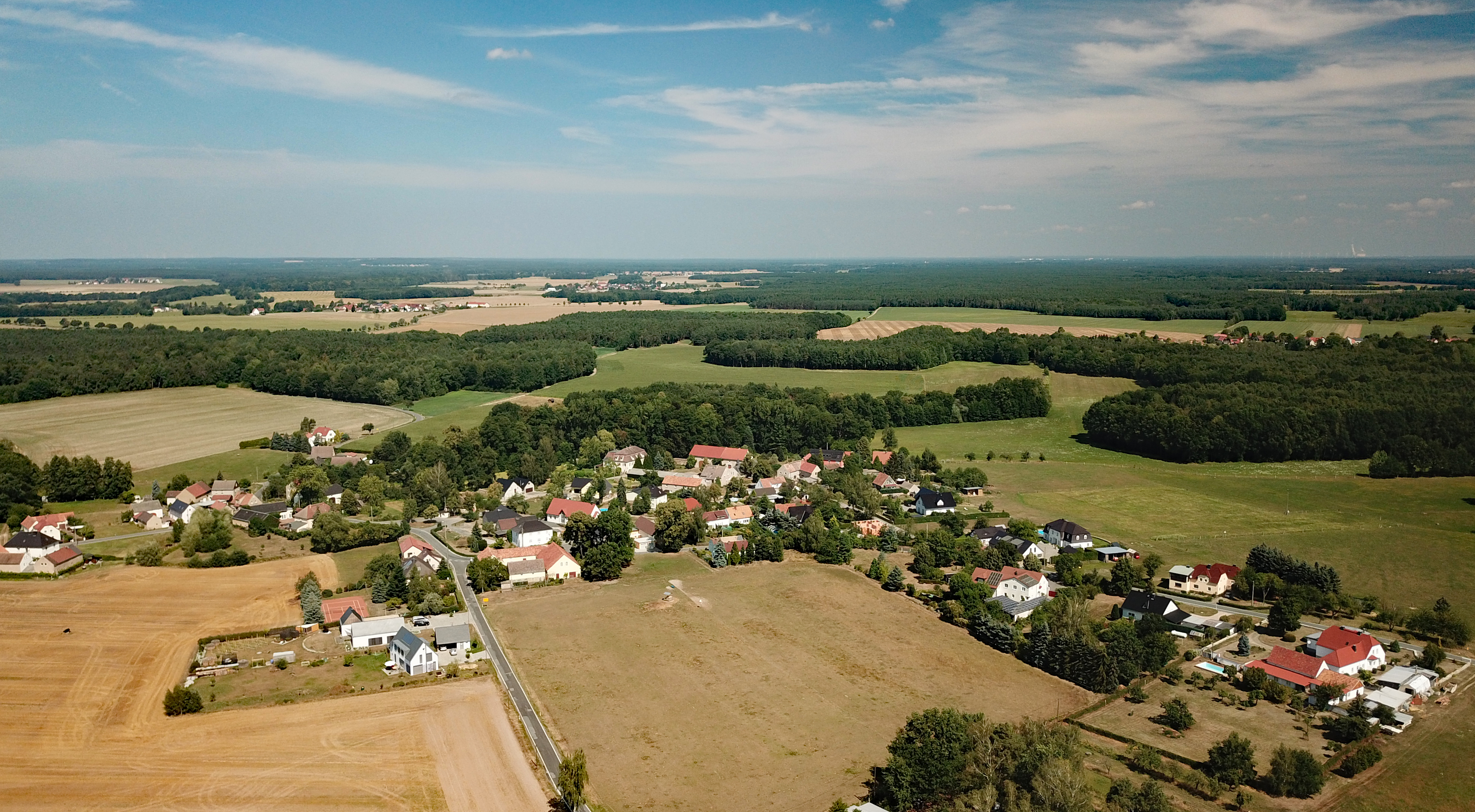
Luftbild

Doberschütz, obersorbisch Dobrošicyⓘ, ist ein Ort im Zentrum des Landkreises Bautzen in Ostsachsen und gehört seit 1974 zur Gemeinde Neschwitz. Der Ort zählt zum Kernsiedlungsgebiet der Sorben in der Oberlausitz; ein großer Teil der Einwohnerschaft spricht Sorbisch als Muttersprache.

## Geografie
Doberschütz befindet sich etwa 15 Kilometer nordwestlich der Großen Kreisstadt Bautzen im Tal des Doberschützer Wassers, das im Talkessel von Horka entspringt und den Doberschützer Dorfteich speist. Im Westen und Süden erheben sich bewaldete Hügel, unter ihnen der Lange Berg (188 m) links der Straße nach Jeßnitz. Nach Norden fällt das Gelände leicht ab. Die Umgebung ist überwiegend bewaldet.
Die Nachbarorte sind Caßlau im Norden, Lissahora und Lomske im Osten, Jeßnitz im Süden, Horka im Südwesten und Naußlitz im Nordwesten.

## Geschichte

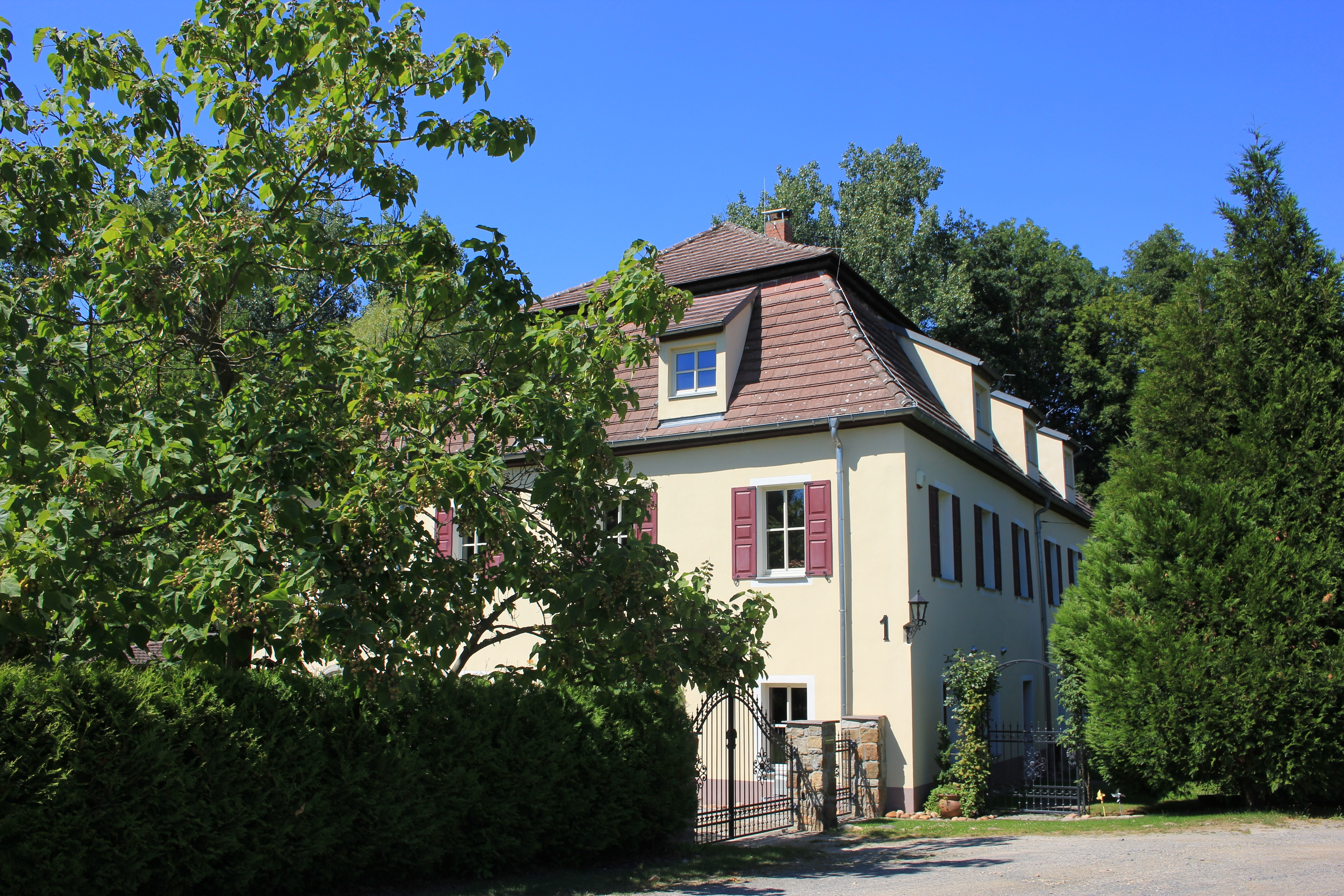
Ehemaliges Herrenhaus in Doberschütz

Der Ort wurde erstmals 1350 als Sitz des Johannes de Doberswicz erwähnt, ist aber schon deutlich länger besiedelt. Die Reste einer alten Wasserburg befinden sich im Bereich des ehemaligen Gutes. In der Umgebung wurden Relikte aus der Bronzezeit gefunden.
Das in Doberschütz ansässige Rittergut hatte auch die Grundherrschaft inne. Nach 1945 wurde es enteignet; das Herrenhaus diente zeitweilig als Schule.
Nach der Verwaltungsreform von 1952 gehörte Doberschütz für fünf Jahre zum Kreis Kamenz, bevor es wieder in den Bautzener Kreis eingegliedert wurde. Bis zum 2. Januar 1974 war es eine eigenständige Landgemeinde mit dem Ortsteil Caßlau (seit 1936). Dann wurde es nach Neschwitz eingemeindet.

### Ortsname
Der Ortsname wird als Ableitung vom Personennamen Dobroš gedeutet und bedeutet etwa „Dorf der Leute des Dobroš“. Der Personenname ist von dobry für „gut“ abgeleitet.

## Bevölkerung

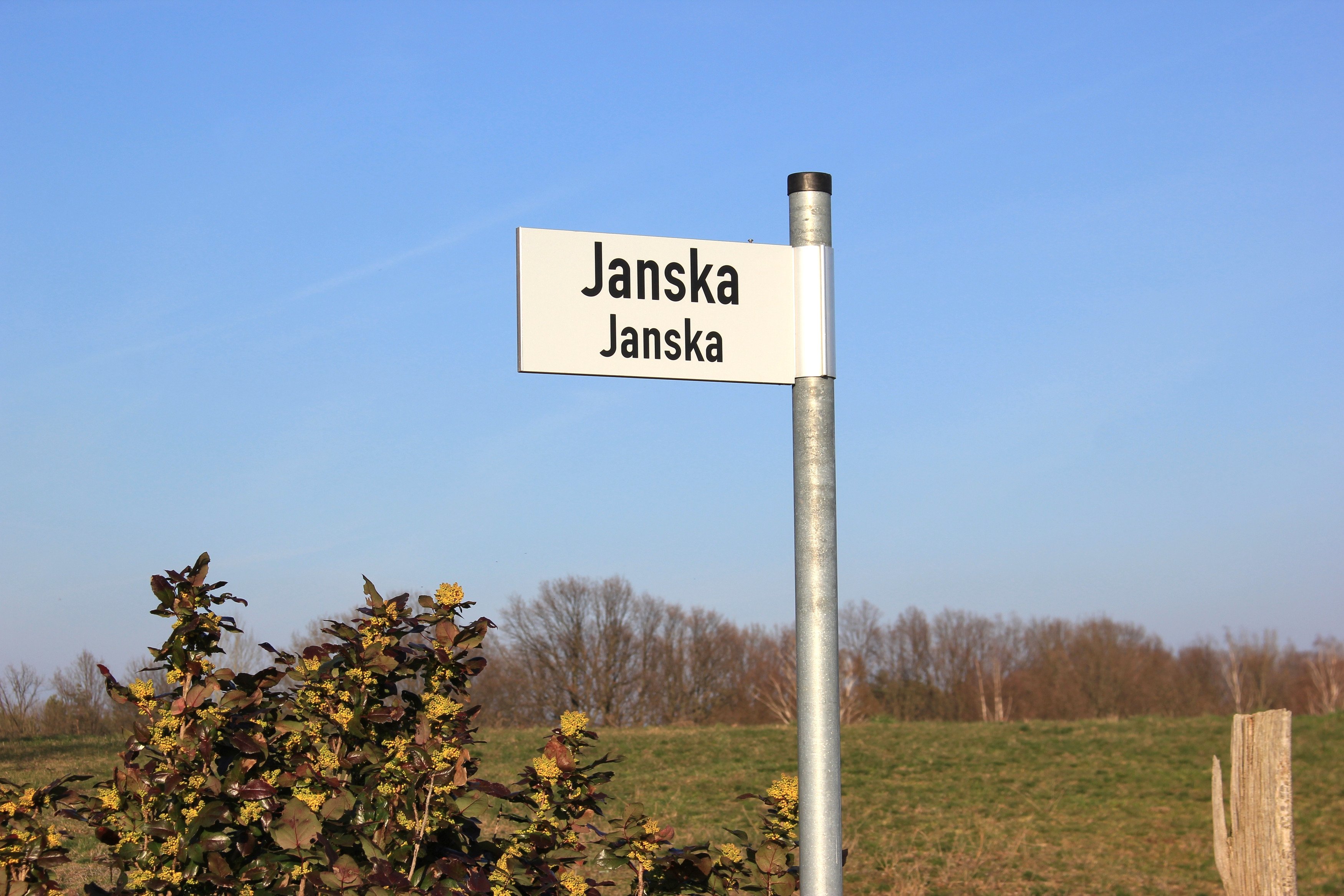
„Zweisprachiges“ Straßenschild mit sorbischem Straßennamen

Im Jahr 1925 hatte Doberschütz 153 Einwohner; davon waren 145 katholischen Glaubens (95 %). Der Ort zählt seit alters zur Kirchgemeinde Crostwitz.
Für seine Statistik über die sorbische Bevölkerung in der Oberlausitz ermittelte Arnošt Muka in den achtziger Jahren des 19. Jahrhunderts eine Bevölkerungszahl von 132 Einwohnern; davon waren 122 Sorben (92 %) und 10 Deutsche. Ernst Tschernik zählte in der Gemeinde Doberschütz 1956 noch einen sorbischsprachigen Anteil von 73,4 % der Bevölkerung. Bis heute wird im Ort Sorbisch gesprochen.
Im 20. Jahrhundert, vor allem nach 1990, sank die Bevölkerungszahl, zuletzt auf unter 120 Einwohner.